# Vénus et Vulcain
Vénus et Vulcain est une peinture mythologique réalisée au XVIIe siècle par Pierre Mignard, conservée aujourd'hui au musée de Cahors Henri-Martin.

## Historique de l'œuvre
Inventorié au début du XIXe siècle comme copie d'après L'Albane, très certainement en raison de la proximité de son sujet avec celui du Repos de Vénus et de Vulcain, ce tableau inédit doit en réalité être attribué à Pierre Mignard. Il n'est pas décrit dans la biographie de l'artiste publiée par l'Abbé de Monville, mais semble pouvoir se confondre avec un Vénus et Vulcain, mesuré avec son cadre, de « deux pieds dix pouces de diamètre » [0,919], mentionné par Jean-Aimar Piganiol de La Force dans le cabinet du Billard de l'appartement du Roi à Versailles. Par ailleurs, l'Inventaire de Bailly (1709-1710) mentionnait également « un tableau d'après Mignard, représentant Vénus et Vulcain qui forge les armes d'Énée ; ayant 2 pieds 3 pouces de diamètre » [0,72] qui pourrait lui correspondre. Déposé par le musée du Louvre en 1892, l'œuvre de Pierre Mignard devient la propriété du musée de Cahors Henri-Martin en 2006.

## Description
Vénus est debout, dans un déhanchement prononcé : sa main droite est posée sur sa hanche, son bras gauche sur l'épaule de Vulcain et ses jambes sont croisées l'une devant l'autre. Ses cheveux relevés en chignon entoure un visage rond. La déesse est vêtue d'une chemise blanche aux manches courtes, un peu bouffantes, resserrée au niveau du bras droit par un bracelet d'or et de pierres précieuses. La bande bleue qui lui barre la poitrine et qui passe sous son sein gauche dénudé, est peut-être la lanière de la cape bleu sombre doublée de rose qui complète son vêtement.
Vulcain assis devant son établi de forgeron, le marteau à la main au-dessus d'une enclume, travaille certainement à quelque arme magique destinée à un dieu ou un héros. Vêtu d'une tunique serrée autour des reins, il présente une belle musculature et une peau cuivrée, tannée sans doute par le feu et la chaleur de la forge.
Le couple tourne son regard vers Cupidon, assis devant eux sur le sol. Ce dernier brandit une flèche de la main droite et tient, de la gauche, au bout de deux rubans rouges, un couple de colombes liées entre elles au cou par une entrave. Les oiseaux semblent s'embrasser sur une cuirasse de guerrier.

## Analyse
La scène se passe dans un paysage italianisant : dans la partie supérieure gauche on distingue un volcan fumant qui n'est autre que l'Etna en Sicile. En effet, la mythologie grecque y situait les forges du dieu, les bruits sourds s'échappant du volcan évoquant le martèlement des outils sur les enclumes.
L'iconographie de ce tableau peut être rapprochée de l'œuvre de Boucher intitulée Les Forges de Vulcain (1747, musée du Louvre). Tous deux illustrent un épisode du chant VII de l'Énéide de Virgile : « Vénus, mère d’Énée, use de ses charmes pour convaincre son époux, Vulcain, de forger les armes de son fils qui doit bientôt entrer en guerre. »